# Slawenburg Lübben

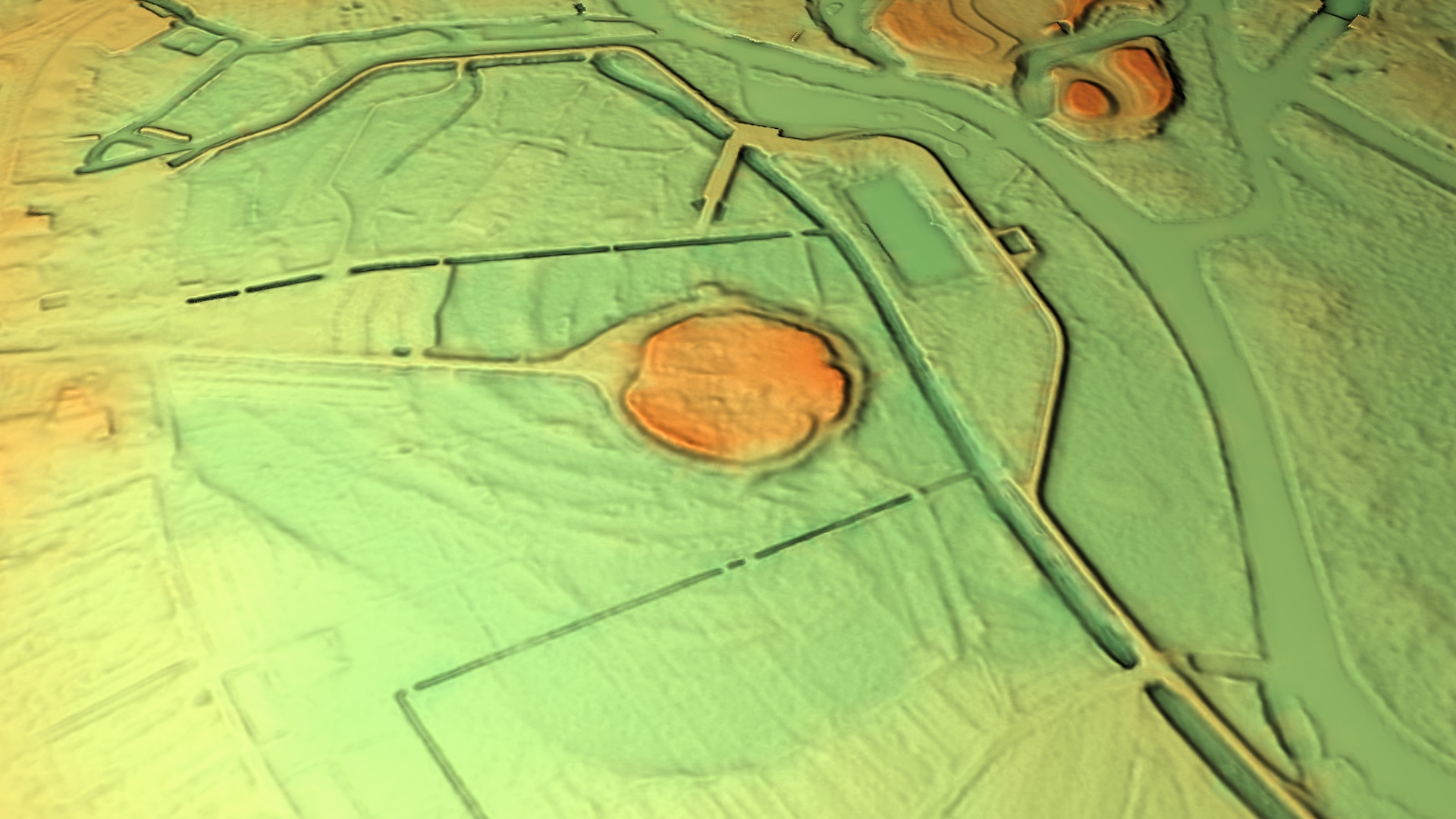
3D-Ansicht des digitalen Geländemodells

Die Slawenburg Lübben (auch Burglehn genannt) ist der Burgstall eines slawischen Burgwalls im Spreewald am südlichen Rand des heutigen Lübben. Es handelte sich um die bedeutendste mittelalterliche Burg am nördlichen Spreewaldpass. Auf dem Gebiet der ehemaligen Burganlage befindet sich heute das Gasthaus Haus Burglehn.

## Geschichte
Im 11. bis 12. Jahrhundert entstand südlich des heutigen Lübben, vermutlich auf Wallresten aus dem 9. und 10. Jahrhundert, ein Rundwall. Errichtet wurde die Anlage von dem slawischen Stamm der Lusici. Die Anlage wird als slawische Königsburg angesehen.
Die Wallmauer bestand aus in Blockbauweise aufgeschichteten Holzstämmen. Der so errichtete Holzrost war mit Erde verfüllt. Die von einem Wassergraben umgebene Wallmauer erreichte eine Höhe von 4 m. Der Durchmesser der Wallkrone betrug 150 m. Das Innere der Burg war nur über einen flachen Damm, vermutlich von der Nordseite, zugänglich. Reste eines solchen Dammes sind in den Wiesen quer zur heutigen Zufahrt noch zu erkennen.
Die Anlage war möglicherweise dann Sitz der seit 1208 urkundlich belegten Burggrafen von Lübben, die jedoch im 14. Jahrhundert das Schloss Lübben errichteten und dort ihren Sitz nahmen. Die Wallburg brannte ab und versank in Teilen im Moor.
Die Wallkrone wurde später planiert. Das Gebiet der Burganlage diente als Bauerngehöft. Etwa zur Jahrhundertwende vom 19. zum 20. Jahrhundert entstand die heute noch bestehende Gaststätte Haus Burglehn.
Im 19. Jahrhundert und in den Jahren 1966 und 1967 fanden Ausgrabungen auf dem Gebiet statt.